# Paolo Pileri
Paolo Pileri   (Terni, 31 de juliol de 1944 - Terni, 12 de febrer de 2007) va ser un pilot de motociclisme italià que va guanyar el Campionat del Món de 125cc de 1975. Un cop retirat de les curses va esdevenir director d'equips de competició.

## Biografia
Pileri es va criar a Terni idolatrant el campió del món Libero Liberati, natural de la mateixa ciutat. Inicialment va competir en motocròs fins que el 1971 va passar a les curses de velocitat. El seu sorprenent tercer lloc al Gran Premi de Bèlgica de 250cc de 1973 li va valer un lloc a l'equip de fàbrica de Morbidelli.
Va obtenir la seva primera victòria en Gran Premi amb Morbidelli al Gran Premi d'Espanya de 125cc de 1975, a la qual en van seguir sis de consecutives que li van atorgar el campionat mundial d'aquell any. Al llarg de la seva carrera va aconseguir una victòria més a la cilindrada dels 250cc, concretament al GP de Bèlgica de 1978. Pileri es va retirar després de la temporada de 1979 a 35 anys. Durant els set anys que va estar competint als Grans Premis va obtenir 8 victòries i 20 podis a les 33 curses en què va participar.
Esdevingut director d'equip de curses, va guiar amb èxit a Loris Capirossi i el va ajudar a guanyar els dos campionats del món de 125cc consecutius de 1990 i 1991. Se li atribueix haver donat a Valentino Rossi la seva primera oportunitat de competir quan el va fitxar pel seu equip als 14 anys.

## Resultats al Mundial de motociclisme
Barem de puntuació de 1969 a 1987:
| Posició | 1  | 2  | 3  | 4 | 5 | 6 | 7 | 8 | 9 | 10 |
| Punts   | 15 | 12 | 10 | 8 | 6 | 5 | 4 | 3 | 2 | 1  |

(Ids. Grans Premis | Llegenda) (Curses en negreta indiquen pole; curses en  itàlica indiquen volta ràpida)
| Any  | Categoria | Moto              | 1       | 2       | 3       | 4       | 5       | 6       | 7       | 8       | 9       | 10      | 11      | 12      | 13      | Pts | Pos |
| ---- | --------- | ----------------- | ------- | ------- | ------- | ------- | ------- | ------- | ------- | ------- | ------- | ------- | ------- | ------- | ------- | --- | --- |
| 1971 | 125cc     | Aermacchi         | AUT -   | GER -   | IOM -   | NED -   | BEL 13  | DDR -   | CZE -   | SWE -   | FIN -   | NAT -   | ESP -   |         |         | 0   | -   |
| 1972 | 125cc     | Suzuki            | GER -   | FRA -   | AUT -   | NAT -   | IOM -   | YUG -   | NED -   | BEL 13  | DDR -   | CZE -   | SWE -   | FIN -   | ESP -   | 0   | -   |
| 1972 | 250cc     | Yamaha            | GER -   | FRA -   | AUT -   | NAT -   | IOM -   | YUG -   | NED -   | BEL 18  | DDR -   | CZE -   | SWE -   | FIN -   | ESP -   | 0   | -   |
| 1973 | 125cc     | DRS               | FRA -   | AUT 9   | GER -   | NAT Ret | IOM -   | YUG -   | NED -   | BEL 11  | CZE -   | SWE -   | FIN -   | ESP -   |         | 2   | 37è |
| 1973 | 250cc     | Yamaha            | FRA -   | AUT 12  | GER 4   |         | IOM -   | YUG -   | NED -   | BEL 3   | CZE 4   | SWE -   | FIN -   | ESP -   |         | 18  | 14è |
| 1974 | 125cc     | Morbidelli        | FRA -   | GER DNS | AUT -   | NAT -   |         | NED Ret | BEL -   | SWE -   |         | CHE 2   | YUG -   | ESP -   |         | 12  | 14è |
| 1974 | 250cc     | Yamaha            |         | GER DNS |         | NAC -   | TTD -   | NED 8   | BEL 11  | SUE -   | FIN -   | CHE Ret | YUG -   | ESP -   |         | 3   | 35è |
| 1975 | 125cc     | Morbidelli        | FRA 3   | ESP 1   | AUT 1   | GER 1   | NAT 1   |         | NED 1   | BEL 1   | SWE 1   |         | CZE Ret | YUG -   |         | 90  | 1r  |
| 1975 | 250cc     | Yamaha            | FRA DNQ | ESP Ret |         | GER -   | NAT Ret | IOM -   | NED Ret | BEL Ret | SWE 5   | FIN -   | CZE -   | YUG -   |         | 6   | 24è |
| 1976 | 125cc     | Morbidelli        |         | AUT 2   | NAC 2   | YUG 3   |         | NED 2   | BEL 2   | SUE 3   | FIN 5   |         | ALE -   | ESP -   |         | 64  | 3r  |
| 1976 | 250cc     | Bimota-Morbidelli | FRA Ret |         | NAT Ret | YUG -   | IOM -   | NED Ret | BEL 2   | SWE Ret | FIN DNQ | CZE -   | GER -   | ESP -   |         | 12  | 14è |
| 1977 | 250cc     | Morbidelli        | VEN Ret |         | ALE Ret | NAC -   | ESP -   | FRA -   | YUG Ret | NED DNQ | BEL DSQ | SUE 11  | FIN 9   | CZE -   | GBR -   | 2   | 31è |
| 1978 | 250cc     | Morbidelli        | VEN Ret | ESP Ret |         | FRA Ret | NAC -   | NED 5   | BEL 1   | SUE 12  | FIN 5   | GBR Ret | ALE Ret | CZE Ret | YUG 4   | 35  | 10è |
| 1979 | 250cc     | Morbidelli        | VEN -   |         | ALE 23  | NAC 7   | ESP Ret | YUG Ret | NED Ret | BEL -   | SUE Ret | FIN 18  | GBR Ret | CHE 3   | FRA DNQ | 14  | 14è |